# Adam Fedoruk
Adam Fedoruk (Elbląg, 11 december 1966) is een voormalig profvoetballer uit Polen, die zijn actieve carrière in 2003 beëindigde bij Olimpia Elbląg.

## Clubcarrière
Hij speelde als middenvelder voor Olimpia Elbląg, Stal Mielec, Legia Warschau, Amica Wronki, Raków Częstochowa, AO Kavala, Zatoka Braniewo, Lechia Gdańsk en Pittsburgh Riverhounds.

## Interlandcarrière
Fedoruk kwam in totaal achttien keer (één doelpunt) uit voor de nationale ploeg van Polen in de periode 1990–1994. Hij maakte zijn debuut op 2 februari 1990 in de vriendschappelijke uitwedstrijd tegen Iran die met 2-0 werd gewonnen dankzij twee treffers van Jacek Ziober. Hij viel in dat duel in de rust in voor Janusz Góra. Ook Piotr Nowak maakte zijn debuut in deze wedstrijd. Fedoruk speelde zijn achttiende en laatste interland op 12 oktober 1994, toen hij in de 69ste minuut als vervanger van Marek Koźmiński mocht opdraven in het WK-kwalificatieduel tegen Azerbeidzjan (1-0).
| Interlanddoelpunt | Interlanddoelpunt | Interlanddoelpunt | Interlanddoelpunt | Interlanddoelpunt | Interlanddoelpunt | Interlanddoelpunt | Interlanddoelpunt |
| #                 | Datum             | Locatie           | Wedstrijd         | Goal              | Score             | Uitslag           | Type              |
| ----------------- | ----------------- | ----------------- | ----------------- | ----------------- | ----------------- | ----------------- | ----------------- |
| 1.                | 04/05/1994        | Krakau            | Polen - Hongarije | 84'               | 3 – 2             | 3 – 2             | Oefeninterland    |

## Erelijst
Legia Warschau
- Pools landskampioen

1994, 1995
- Pools bekerwinnaar

1994, 1995